# 8164 Andreasdoppler
8164 Andreasdoppler este un asteroid din centura principală de asteroizi.

## Descriere
8164 Andreasdoppler este un asteroid din centura principală de asteroizi. A fost descoperit pe 16 octombrie 1990 la Observatorul La Silla de Eric Walter Elst. Asteroidul prezintă o orbită caracterizată de o semiaxă mare de 2,27 ua, o excentricitate de 0,09 și o înclinație de 4,6° în raport cu ecliptica.